# Kanaguppe, Belur
Kanaguppe là một làng thuộc tehsil Belur, huyện Hassan, bang Karnataka, Ấn Độ.